# Roeien op de Middellandse Zeespelen 1951
Roeien is een van de sporten die beoefend werden tijdens de Middellandse Zeespelen 1951 in Alexandrië, Egypte. Er waren vijf onderdelen, alle voor mannen.

## Uitslagen
| Event             | Goud            | Goud   | Zilver           | Zilver | Brons                | Brons  |
| ----------------- | --------------- | ------ | ---------------- | ------ | -------------------- | ------ |
| Skiff             | Hussein El Alfi | 8.06,5 | Silvio Bergamini | 8.16,0 | Panagiotis Skarpetas | 8.37,0 |
| Dubbeltwee        | Italië          | 8.15,0 | niet uitgereikt  |        | niet uitgereikt      |        |
| Twee-met-stuurman | Italië          | 8.13,0 | Griekenland      | 8.18,0 | Egypte               | 8.45,0 |
| Vier-met-stuurman | Italië          | 7.38,0 | Egypte           | 7.53,0 | Griekenland          | 8.04,0 |
| Acht-met-stuurman | Italië          | 6.43,0 | Egypte           | 9.59,0 | niet uitgereikt      |        |

## Medaillespiegel
| Plaats | Land        | Goud | Zilver | Brons | Totaal |
| 1      | Italië      | 4    | 1      | 0     | 5      |
| 2      | Egypte      | 1    | 2      | 1     | 4      |
| 3      | Griekenland | 0    | 1      | 2     | 3      |
| Totaal | Totaal      | 5    | 4      | 3     | 12     |

1951 · 1955 · 1963 · 1979 · 1991 · 1993 · 1997 · 2001 · 2005 · 2009 · 2013 · 2018
Atletiek · Basketbal · Boksen · Gewichtheffen · Gymnastiek · Roeien · Schermen · Schietsport · Voetbal · Worstelen · Zwemmen